# George Hilsdon
George Richard Hilsdon (* 10. August 1885 in Bromley; † 10. September 1941 in Leicester) war ein englischer Fußballspieler.

## Leben und Karriere
Hilsdon bekam seinen Spitznamen „Gatling Gun“ wegen seiner Maschinengewehrartigen Torquote. Der Engländer begann seine Karriere zusammen mit seinem Bruder Jack bei West Ham United. 1906 kam er für ein Wochengehalt von vier Pfund zum FC Chelsea. Bei seinem Debüt für die Blues erzielte er gleich fünf Tore gegen Glossop North End. Anfangs war Hilsdon ein sehr erfolgreicher Torjäger, in späterer Folge seiner Karriere hatte er immer mehr Probleme mit Verletzungen und seinem Alkoholismus. 1912 kehrte der Stürmer zu West Ham United zurück und beendete nach drei Jahren seine Karriere. International spielte er acht Mal für die englische Fußballnationalmannschaft und erzielte mit 14 Toren eine außergewöhnlich gute Quote. Sein Debüt gab er gegen Irland, wobei er gleich einen Hattrick erzielte. Während des Ersten Weltkriegs versuchte Hilsdon nicht eingezogen zu werden. Die Polizei fand den Fußballer versteckt in einem Hühnerhof. Hilsdon musste für sein Heimatland in den Krieg ziehen. Nach dem Krieg arbeitete er als Hilfsarbeiter am Bau, eröffnete ein Pub und leitete Verlosungen in englischen Pubs. Bei seinem Begräbnis kamen nur fünf Personen. Heute erinnert an Hilsdon noch ein Wetterhahn mit seinem Konterfei an der Stamford Bridge, dem Heimstadion des FC Chelsea.